# Староникольская улица
Староникольская улица — улица в районе Щербинка Новомосковского административного округа города Москвы.

## Происхождение названия
Улица получила своё название 6 февраля 1986 года по деревне Староникольское, где она расположена.

## Описание
Староникольская улица идёт от улицы Степана Эрьзи до улицы Барышевская роща, далее продолжается как Троицкая улица. Почтовый индекс — 117623.

## Транспорт

### Автобусы
1045  Щербинка — Станция Подольск
501  Щербинка — Школа
509  Щербинка — Ерино
509к  Щербинка — Мостовское

### Маршрутки
1045к  Щербинка — Станция Подольск
1255к  Бунинская аллея — Мкр. Родники